# 八代市立第六中學校
八代市立第六中學校位在日本熊本縣八代市水島町，是一間由八代市設立的中學校。

## 歷史
- 1947年4月 - 設置八代郡金剛村立金剛中學校，此為八代市立第六中學校的前身。
- 1954年4月1日 - 金剛村併入八代市，改名稱為八代市立第六中學校。

## 著名出身人物
- 八代亞紀（演歌歌手，出場NHK紅白歌合戰23次）

## 交通

### 公車
- 產交巴士北新地站下車步行約10分。從八代市役所出發，有兩條路線：大門瀨線及南平和町線到達北新地站。

## 周邊地理
- 萬葉的里水島
- 球磨川

## 外部連結
- 八代市立第六中學校網站[永久]